# Гурду-Лесер GL-50
Гурду-Лесер GL-50 (фр. Gourdou Leseurre GL-50(51)) је ловачки авион направљен у Француској. Авион је први пут полетео 1922. године. 

Направљена су два прототипа као одговор на захтев француског РВ, под ознакама GL-50 и GL-51, али није дошло до серијске производње. Највећа брзина у хоризонталном лету је износила 210 km/h.

## Наоружање
| Наоружање авиона: Гурду-Лесер  |         |
| Ватрено (стрељачко) наоружање  |         |
| Топ                            |         |
| Митраљез                       |         |
| Број и ознака митраљеза        | 4 Дарне |
| Калибар                        | 7,5     |
| Бомбардерско наоружање (бомбе) |         |
| Ракетно наоружање (ракете)     |         |